# Limnophila (Limnophila) pallidistyla
Limnophila (Limnophila) pallidistyla is een tweevleugelige uit de familie steltmuggen (Limoniidae). De soort komt voor in het Australaziatisch gebied.